# Wehrmachtbefehlshaber
Wehrmachtbefehlshaber (afgekort: WBF, sporadisch gespeld met Fugen-s als Wehrmachtsbefehlshaber) was een territoriale commandant in de Wehrmacht met militaire soevereine rechten in de bezette landen die tijdens de Tweede Wereldoorlog een civiel bestuur hadden.
Het door het Derde Rijk bezette gebieden, en die stonden onder een militair bestuur of een civiel bestuur. De Wehrmachtbefehlshaber was er alleen in landen die onder een Duits civiel bestuur stonden actief. Of het bestuurd werd door een Reichskommissar of een Chef der Zivilverwaltung (CdZ). De Wehrmachtbefehlshaber had geen civiele bestuurstaken, die uitvoerende macht lag bij de Chef der zivilen Verwaltung. De Wehrmachtbefehlshaber vertrouwden op een netwerk van plaatselijke commandanten. Hun competenties kwamen meestal overeen met die van een Kommandierender General of bevelhebber in een militair district (Wehrkreis). Hun ondergeschiktheid was niet uniform geregeld. Sommige van hen rapporteerden rechtstreeks aan Adolf Hitler, anderen kregen hun instructies van het Oberkommando der Wehrmacht. De Wehrmachtbefehlshaber voerden het bevel over de troepen van alle onderdelen van de Wehrmacht (leger, luchtmacht, marine) in zijn bevelsgebied. En was naast de politie verantwoordelijk voor veiligheidstaken, en het gebruik van het land voor de bevoorrading van de Wehrmacht. 
De Wehrmachtbefehlshaber vertegenwoordigde militaire belangen tegenover de Reichskommissar of andere civiele  hoofden. Als echter civiele gebieden werden getroffen, namen zij de uitvoering van de militaire eisen op eigen verantwoordelijkheid over. De Wehrmachtbefehlshaber waren slechts in uitzonderlijke militaire gevallen bevoegd om bevelen te geven in de civiele sector.

## Wehrmachtbefehlshaber in de Bezette gebieden

### Balkan
Na de Balkanveldtocht, werd de opperbevelhebber van het 12e Leger als "Oberbefehlshaber der deutschen Truppen auf dem Balkan" en later als "Wehrmachtbefehlshaber Südost" aangeduid. Naast het opperbevel over alle strijd- en bezettingsmachten in Servië, had hij ook de functie van militair hoofd van de administratie met uitvoerende macht (zie Militärbefehlshaber). Als troepencommandant was hij ondergeschikt aan het OKW, als houder van de uitvoerende macht aan de opperbevelhebber van het Heer. Grond voor deze samenvoeging van taken,  in een functie was het sterk bewapende verzet door in het bijzonder eenheden van de communistische verzetsbeweging ("Tito Partizanen"), en van het nationalistische verzet ("Četniks") in Joegoslavië.
| Nr. | Afbeelding | Wehrmachtbefehlshaber Südost                   | Aangetreden     | Einde termijn    | Duur termijn | Referentie              |
| --- | ---------- | ---------------------------------------------- | --------------- | ---------------- | ------------ | ----------------------- |
| 1   |            | Generalfeldmarschall Wilhelm List (1880-1971)  | 1/9 juni 1941   | 15 oktober 1941  | 128 dagen    | [ 2 ] [ 3 ] [ 4 ] [ 5 ] |
| 2   |            | General der Pioniere Walter Kuntze (1883-1960) | 29 oktober 1941 | 2 juli 1942      | 246 dagen    | [ 6 ] [ 7 ]             |
| 3   |            | Generaloberst Alexander Löhr (1885-1947)       | 3 juli 1942     | 31 december 1942 | 181 dagen    | [ 8 ] [ 9 ] [ 10 ]      |

Zie ook: Servië in de Tweede Wereldoorlog

### België en Noord-Frankrijk
In juli 1944 werd Josef Grohé ingezet als Rijkscommissaris voor het Rijkscommissariaat België en Noord-Frankrijk, en werd de functie van Militärverwaltung in Belgien und Nordfrankreich omgevormd in Wehrmachtbefehlshaber Belgien-Nordfrankreich.
| Nr. | Afbeelding | Wehrmachtbefehlshaber Belgien-Nordfrankreich    | Aangetreden       | Einde termijn     | Duur termijn | Referentie           |
| --- | ---------- | ----------------------------------------------- | ----------------- | ----------------- | ------------ | -------------------- |
| 1   |            | General der Infanterie Martin Grase (1891-1963) | 15 juli 1944      | 13 september 1944 | 60 dagen     | [ 13 ] [ 14 ] [ 15 ] |
| 2   |            | SS-Gruppenführer Richard Jungclaus (1905-1945)  | 13 september 1944 | September 1944    | 17 dagen     | [ 16 ] [ 17 ] [ 13 ] |

#### Groot-Parijs
Op 1 augustus 1944 benoemde Hitler Dietrich von Choltitz tot Kommandierenden General und Wehrmachtbefehlshaber von Groß-Paris (vrije vertaling: Bevelvoerend-generaal en Wehrmachtsbevelhebber van Groot-Parijs).
| Nr. | Afbeelding | Wehrmachtbefehlshaber von Groß-Paris                     | Aangetreden                       | Einde termijn                       | Duur termijn | Referentie    |
| --- | ---------- | -------------------------------------------------------- | --------------------------------- | ----------------------------------- | ------------ | ------------- |
| 1   |            | General der Infanterie Dietrich von Choltitz (1894-1966) | 1 augustus 1944 - 7 augustus 1944 | 25 augustus 1944 - 29 augustus 1944 | 24 dagen     | [ 20 ] [ 21 ] |

### Kanaaleilanden
Na de bezetting van de Kanaaleilanden, werd het commando omgevormd tot Wehrmachtbefehlshaber Kanalinseln.
| Nr. | Afbeelding | Wehrmachtbefehlshaber Kanalinseln                | Aangetreden      | Einde termijn    | Duur termijn | Referentie           |
| --- | ---------- | ------------------------------------------------ | ---------------- | ---------------- | ------------ | -------------------- |
| 1   |            | Generalleutnant Rudolf von Schmettow (1891-1970) | 1 oktober 1944   | 20 februari 1945 | 148 dagen    | [ 22 ] [ 23 ]        |
| 2   |            | Vizeadmiral Friedrich Hüffmeier (1898-1972)      | 26 februari 1945 | 9 mei 1945       | 72 dagen     | [ 24 ] [ 25 ] [ 26 ] |

### Denemarken
Vanaf april 1940 bestond de functie van "Befehlshabers der deutschen Truppen in Dänemark", die vanaf juli 1940 ondergeschikt gesteld was aan de Befehlshaber des Ersatzheeres. Op 14 november 1943 gaf het OKW het bevel deze functie met onmiddellijke ingang te wijzigen in "Wehrmachtbefehlshaber Dänemark". Na de Telegram-crisis en het uiteenvallen van de samenwerking tussen de Deense regering en de Duitse bezettingsmacht. En werd Erich Lüdke uit zijn functie ontheven, en werd zijn rol uitgebreid tot Wehrmachtbefehlshaber Dänemark. De functie duurde tot de overgave van Duitsland.
| Nr. | Afbeelding | Wehrmachtbefehlshaber Dänemark                          | Aangetreden     | Einde termijn     | Duur termijn      | Referentie                  |
| --- | ---------- | ------------------------------------------------------- | --------------- | ----------------- | ----------------- | --------------------------- |
| 1   |            | General der Artillerie Leonhard Kaupisch (1878-1945)    | 9 april 1940    | 31 mei 1940       |                   | [ 29 ] [ 30 ] [ 31 ] [ 32 ] |
| 2   |            | General der Infanterie Erich Lüdke (1882-1946)          | 1 juni 1940     | 27 september 1942 |                   | [ 33 ] [ 34 ] [ 35 ]        |
| 3   |            | General der Infanterie Hermann von Hanneken (1890-1981) | 12 oktober 1942 | 27 januari 1945   | 2 jaar, 107 dagen | [ 36 ] [ 37 ] [ 38 ]        |
| 4   |            | Generaloberst Georg Lindemann (1884-1963)               | 27 januari 1945 | 6 mei 1945        | 99 dagen          | [ 39 ] [ 40 ] [ 41 ]        |

### Nederland
Met de oprichting van het Rijkscommissariaat Nederland, werd de functie van Wehrmachtbefehlshaber in den Niederlanden vastgesteld. Door de order van 17 mei 1942 kreeg de Wehrmachtbefehlshaber de positie en bevoegdheden van een opperbevelhebber van het leger.
| Nr. | Afbeelding | Wehrmachtbefehlshaber in den Niederlanden              | Aangetreden | Einde termijn | Duur termijn      | Referentie |
| --- | ---------- | ------------------------------------------------------ | ----------- | ------------- | ----------------- | ---------- |
| 1   |            | General der Flieger Friedrich Christiansen (1879-1972) | 29 mei 1940 | 7 april 1945  | 4 jaar, 313 dagen | [ 44 ]     |

### Noorwegen
Op 25 oktober 1940 voegde de Generalfeldmarschall Wilhelm Keitel een supplement aan de Führererlass van 24 april 1940 toe, waarin de uitoefening van overheidsbevoegdheden in Noorwegen werd beschreven. De commandant van het 21e Legerkorps moest onmiddellijk de aanduiding Wehrmachtbefehlshaber Norwegen gebruiken.
Ter voorbereiding op de veldtocht tegen de Sovjetunie, en het daaropvolgende bevel over het Finse strijdtoneel werd een deel-staf gevormd (Befehlsstelle Finnland), uit het AOK Norwegen opgericht. Op 14 januari 1942 nam het Armee Lappland het commando over de strijdkrachten van het AOK Norwegen over. Op 22 juni 1942 werd AOK Lappland omgevormd in het 20e Bergleger.
Toen de Duitse troepen op het Scandinavisch Schiereiland zich moesten terugtrekken, werd de commando structuur gereorganiseerd. Op 18 december 1944 werd het AOK Norwegen ontbonden, en de bevoegdheden van de Wehrmachtbefehlshaber werden doorgegeven aan de commandant van het 20e Bergleger. 
| Nr. | Afbeelding | Wehrmachtbefehlshaber Norwegen                     | Aangetreden      | Einde termijn    | Duur termijn      | Referentie                  |
| --- | ---------- | -------------------------------------------------- | ---------------- | ---------------- | ----------------- | --------------------------- |
| 1   |            | Generaloberst Nikolaus von Falkenhorst (1885-1968) | 25 juli 1940     | 18 december 1944 | 4 jaar, 146 dagen | [ 46 ] [ 47 ] [ 48 ] [ 49 ] |
| 2   |            | Generaloberst Lothar Rendulic (1887-1971)          | 18 december 1944 | 8 januari 1945   | 21 dagen          | [ 50 ] [ 51 ] [ 52 ] [ 53 ] |
| 3   |            | General der Gebirgstruppe Franz Böhme (1885-1947)  | 8 januari 1945   | 7 mei 1945       | 119 dagen         | [ 54 ] [ 55 ] [ 56 ] [ 57 ] |

### Ostland
In het Rijkscommissariaat Ostland werd het militaire commando gecontroleerd door de Wehrmachtsbefehlshaber Ostland. De Wehrmachtsbefehlshaber was verantwoordelijk voor de veiligheid binnen de bezette gebieden (inclusief partizanencontrole), het beveiligen van verkeersverbindingen en het vastleggen van de oogst. Op 25 juli 1941 werd het opgericht, en op 10 augustus 1944 verhuisd naar Kolberg als onderdeel van de terugtrekking. Op 30 september 1944 werd het ontbonden.
| Nr. | Afbeelding | Wehrmachtbefehlshaber Ostland                     | Aangetreden  | Einde termijn    | Duur termijn      | Referentie           |
| --- | ---------- | ------------------------------------------------- | ------------ | ---------------- | ----------------- | -------------------- |
| 1   |            | Generalleutnant Walter Braemer (1883-1955)        | 24 juni 1941 | 18 april 1944    | 2 jaar, 299 dagen | [ 59 ] [ 60 ] [ 61 ] |
| 2   |            | General der Panzertruppe Werner Kempf (1886-1964) | 1 mei 1944   | 10 augustus 1944 | 101 dagen         | [ 62 ] [ 63 ]        |

#### Wit-Rusland
Op 18 april 1944 werd de staf van de Wehrmachtsbefehlshaber Weißruthenien opgericht uit de staf van de bevelhebber van het in de achterhoede gelegen legergebied en de staf van de commandanten van de Legergroep Achtergebied. Vanaf 15 oktober 1943 was die staf ondergeschikt gesteld aan de Wehrmachtsbefehlshaber Weißruthenien als Bevelvoerend-generaal van de Beveiligingstroepen en Commandanten in Wit-Rusland. In juli 1944 werden delen van de staf gebruikt voor de oprichting van het Rothkirch Generalkommando, dat op 13 november 1944 werd heringedeeld als Generalkommando LIII. Armeekorps (53e Legerkorps).
| Nr. | Afbeelding | Wehrmachtbefehlshaber Weißruthenien                              | Aangetreden   | Einde termijn   | Duur termijn | Referentie    |
| --- | ---------- | ---------------------------------------------------------------- | ------------- | --------------- | ------------ | ------------- |
| 1   |            | General der Kavallerie Edwin von Rothkirch und Trach (1888-1980) | 18 april 1944 | 27 oktober 1944 | 192 dagen    | [ 64 ] [ 65 ] |

### Oekraïne
Op 1 september 1941 werd de militaire leiding in Rijkscommissariaat Oekraïne opgericht,  en aan de Wehrmachtbefehlshaber Ukraine gegeven.
| Nr. | Afbeelding | Wehrmachtbefehlshaber Ukraine                  | Aangetreden                | Einde termijn | Duur termijn      | Referentie                 |
| --- | ---------- | ---------------------------------------------- | -------------------------- | ------------- | ----------------- | -------------------------- |
| 1   |            | Generalleutnant Waldemar Henrici (1878-1950)   | 1 september 1941           | oktober 1942  | 1 jaar, 3 maanden | [ 67 ]                     |
| 2   |            | General der Flieger Karl Kitzinger (1886-1962) | 1 juli 1941 - Oktober 1942 | 21 juli 1944  | 1 jaar, 9 maanden | [ 69 ] [ 1 ] [ 67 ] [ 70 ] |

### Sardinië en Corsica
In september 1943  werd de Wehrmachtbefehlshaber Sardinien und Korsika WB Korsika opgericht.  In de directe opvolging van Wehrmachtbefehlshaber auf Sardinien und Korsika toen deze voor het laatste keer officieel gewijzigd werd. In de zomer van 1943 werden de gecombineerde staf voor Sardinië en Corsica door de eerder bestaande staven van Kommandant der Deutschen Wehrmacht auf Korsika en Kommandant der Deutschen Wehrmacht auf Sardinien samen te voegen. Met de evacuatie van Sardinië al in september en de evacuatie van Corsica op 3 oktober 1943 (geheel afgerond op 5 oktober) werd de staf opgeheven.
| Nr. | Afbeelding | Wehrmachtbefehlshaber Sardinien und Korsika                  | Aangetreden      | Einde termijn  | Duur termijn | Referentie           |
| --- | ---------- | ------------------------------------------------------------ | ---------------- | -------------- | ------------ | -------------------- |
| 1   |            | Generalleutnant Fridolin von Senger und Etterlin (1891-1963) | 8 september 1943 | 5 oktober 1943 | 27 dagen     | [ 71 ] [ 72 ] [ 73 ] |

## Wehrkreisbefehlshaber
Wehrkreisbefehlshaber (vrije vertaling: Militaire districtscommandanten) bestonden alleen in gebieden die formeel of feitelijk waren geannexeerd. In deze landen werden hun eigen Wehrkreise (militaire districten) gevormd, zoals in Oostenrijk (de rijksgouwen Donau en Alpine), Danzig-West-Pruisen, het Protectoraat Bohemen en Moravië of in Wartheland, of het werd land gehecht aan een naburig militair district zoals Luxemburg. Ze waren ondergeschikt aan de OKH/Befehlshaber des Ersatzheeres.